# Deportările staliniste din Basarabia și Nordul Bucovinei
Deportările au fost o formă a represiunii politice puse în practică de autoritățile sovietice.
Nu se cunoaște o cifră exactă a celor care au avut de suferit de pe urma acestui tip de represiune, estimările ridicându-se la câteva sute de mii de persoane deportate în perioada 28 iunie 1940 - 5 martie 1953.
Au existat trei valuri de deportări ale populației din Basarabia și Bucovina de Nord. Cu toate acestea, acțiuni de strămutare a basarabenilor și bucovinenilor au avut loc și între cele trei valuri.

## Primul val de deportări (12-13 iunie 1941)

### Premise

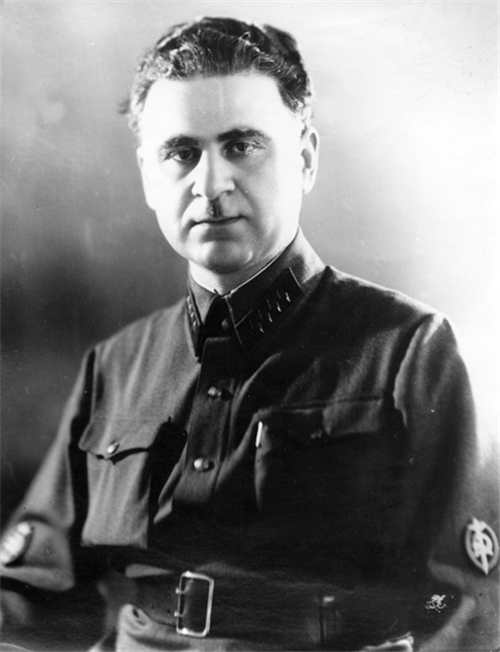
Generalul NKVD Sergo Goglidze, unul din organizatorii deportărilor din 12-13 iunie 1941

De organizarea deportării s-a ocupat Biroul politic al CC al PC (b.) al URSS, iar structurile NKVD-iste au fost baza logistică a mecanismului deportării.
În mai 1941, Sergo Goglidze a fost numit împuternicit al partidului și guvernului sovietic în Moldova. Peste o săptămână, la 31 mai 1941, Goglidze i-a trimis lui Stalin o Rugăminte (rus. Prosiba), în care relata că în Basarabia au activat multe partide și organizații burgheze. După alipirea Basarabiei la URSS, conducerea acestor formațiuni politice s-au refugiat în România. Rămășițele acestor partide și organizații, fiind susținute activ de serviciile românești de spionaj, și-au intensificat activitatea antisovietică. Același document includea în categoria elementelor antisovietice și moșierii, comercianții, polițiștii și jandarmii, albgardiștii, primarii, refugiații din URSS și alte elemente sociale străine. În legătură cu activizarea acestor elemente, Goglidze ruga să fie strămutate în regiunile îndepărtate de nord și est ale URSS 5.000 de familii.
Ca bază juridică a strămutării a servit Regulamentul cu privire la modul de aplicare a deportării față de unele categorii de criminali, aprobat în mai 1941.
La 7 iunie 1941, NKVD al RSS Moldovenești a cerut 1315 vagoane pentru transportul deportaților.
Deși directivele veneau de la Moscova, cei care le-au executat au fost din Basarabia. Oamenii noi ai bolșevicilor erau avansați în posturi și susținuți în activitatea profesională. 
Listele cu deportați au fost făcute de NKVD pe bază de delațiuni, ținându-se cont de pregătirea și activitatea capului familiei, de averea sa și de faptul că a colaborat cu administrația românească.

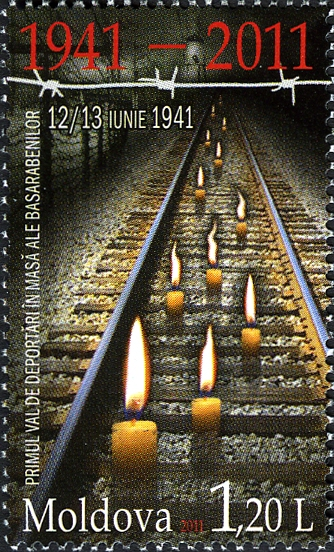
Timbru postal dedicat aniversarii a 70 de ani de la primului val de deportari din Basarabia din 1941.

### Operațiunea de deportare
Operațiunea de deportare a început în noaptea de 12 spre 13 iunie 1941 (ora 2:30) și a cuprins teritoriile anexate de URSS de la România în iunie 1940.
Urmau să fie ridicate 32.423 persoane, dintre care 6.250 să fie arestate, iar restul 26.173 de persoane - deportate (inclusiv 5.033 persoane arestate și 14.542 persoane deportate din RSS Moldovenească).
De obicei, o echipă formată din doi-trei militari înarmați și un lucrător al securității bătea la geamul casei, în plină noapte, luând prin surprindere gospodarii. Într-un sfert de oră să fiți gata!, acesta era ordinul care li se dădea oamenilor cuprinși în spaimă de cele întâmplate, neînțelegând unde merg și de ce. Deseori, printre cei care veneau să ridice oamenii se găsea și binevoitorul sau binefăcătorul care a denunțat familia și, astfel, ajuta NKVD-ul să depisteze elementele periculoase. 
Deportaților le era permis să ia câte 10 kg de fiecare persoană, numai că, de multe ori, tot ce era mai de preț sau mai util în bagajele celor deportați le împărțeau între ei cei care i-au ridicat în miez de noapte. Îndată, erau urcați în camioane sau chiar - în unele sate - în căruțe, fiind duși până la gara de trenuri.
În stațiile de cale ferată, membrii fiecărei familii erau separați în felul următor: capii de familii într-o parte, tinerii peste 18 ani în altă parte, iar femeile cu copii mici și bătrânii - aparte. A urmat îmbarcarea în vagoanele de marfă, câte 70-100 persoane, fără apă și hrană. Pe vagoane scria: Tren cu muncitori români care au fugit din România, de sub jugul boierilor, ca să vină în raiul sovietic. Ieșiți-le în cale cu flori! sau Emigranți voluntari.
În Basarabia, 90 vagoane au pornit din stația Taraclia, 44 vagoane - din stația Basarabeasca, 44 vagoane - din stația Căușeni, 48 vagoane - din stația Tighina, 187 vagoane - din stația Chișinău, 48 vagoane - din stația Ungheni, 83 vagoane - din stația Ocnița, 133 vagoane - din stația Bălți, 73 vagoane - din stația Florești, 40 vagoane - din stația Râbnița, 38 vagoane - din stația Bolgrad, 103 vagoane - din stația Arțiz, 340 vagoane - din stația Cernăuți.

### Destinația deportaților
Drumul spre punctele de destinație a durat vreo două-trei săptămâni. Condițiile erau îngrozitoare. În plină vară, ei duceau lipsă de apă potabilă, fiecăruia revenindu-i doar câte 200 grame de apă pe zi, iar de mâncare li se dădea doar pește sărat. La fiecare oprire a trenului, în câmp se aruncau cadavre, care, fie că erau îngropate sumar, fie că erau lăsate ca hrană animalelor. Pe parcursul drumului, deportaților nu le-a fost acordată nici o asistență sau consultație medicală. Astfel, în vagoanele murdare și fără asigurarea celor mai elementare condiții sanitare s-au răspândit diverse boli infecțioase și mulți suferinzi au decedat din această cauză. La unele gări feroviare, câtorva persoane li se permitea să iasă pentru câteva minute afară, la aer curat. Cineva era trimis după apă potabilă. În cazul tentativelor de evadare, imediat se dădea ordinul de împușcare, astfel că nu era nicio posibilitate reală de a scăpa din acel tren al morții.
Contingentul deportat era distribuit în felul următor: capul familiei, arestat, era izolat de soție și copii și dus în lagărul de muncă forțată, în GULAG. Ceilalți membri ai familiei erau trimiși în Siberia sau, Kazahstan.
Cei deportați în Siberia sau, Kazahstan, de la copil la bătrân, erau repartizați la muncă în industria silvică,  sovhozuri și în cooperative meșteșugărești. Pentru munca depusă erau remunerați cu un minimum necesar pentru trai.
Dintr-un raport fragmentar al GULAG-ului din lunile septembrie-octombrie 1941 aflăm că, în toamna acelui an, deportații din RSSM au fost amplasați în RSS Kazahă (9.954 persoane), RASS Komi (352), regiunile Omsk (6.085), Novosibirsk (5.787) și Krasnoiarsk (470). În Kazahstan, deportații din RSSM se aflau în regiunile Aktiubinsk (6.195 persoane), Kîzîl-Ordînsk (1.024) și Kazahstanul de Sud (2.735), iar în regiunea Omsk erau dispersați în 41 de raioane.

### Estimarea numărului de victime
Numărul celor deportați se ridică la peste 22.000 de persoane. După alte surse, numărul deportaților ar fi fost de 24.360  , sau chiar de 30.000 de persoane.

## Al doilea val de deportări (5-6 iulie 1949)

### Premisele
Operațiunea din 1949 a fost denumită conspirativ IUG (rom. SUD). Pe drept cuvânt, evenimentul a fost catalogat ulterior drept "cea mai mare deportare a populației basarabene".
Pregătirea ideologică și decizională a deportării masive a demarat activ în primăvara anului 1949, când s-a pus deschis problema. La 17 martie 1949, V. Ivanov, președintele Biroului pentru RSSM, și N. Covali, într-o scrisoare adresată lui Stalin, rugau CC al PC(b) din toată Uniunea să permită deportarea din republică a 39.091 de persoane: chiaburi, activiști ai partidelor profasciste, etc.
La 6 aprilie 1949 este adoptată hotărârea strict secretă Nr. 1290-467cc a Biroului Politic al CC al PC "Cu privire la deportarea de pe teritoriul RSS Moldovenească a chiaburilor, foștilor moșieri, marilor comercianți, complicilor ocupanților germani, persoanelor care au colaborat cu organele poliției germane și românești, a membrilor partidelor politice, a gardiștilor albi, membrilor sectelor ilegale, cât și a familiilor tuturor categoriilor enumerate mai sus"
Hotărârea prevedea deportarea a 11.280 familii care întruneau 40.850 persoane. Acestea urmau să fie strămutate pentru totdeauna în regiunile Kazahstanului de Sud, Djambul și Aktiubinsk, precum și regiunile Altai, Kurgan, Tiumen, Tomsk din Rusia. Se preconiza ca deportarea să aibă loc în iunie 1949, sub controlul și răspunderea Ministerului Securității de Stat (KGB). Deportarea culacilor, foștilor moșieri, marilor comercianți și a familiilor lor urma să aibă loc conform listelor vizate de Sovietul Miniștrilor din RSSM, iar a celorlalte persoane - conform deciziei Consfătuirii Speciale (Osoboie Soveșcianie) a Ministerului Securității de Stat a URSS. Ministerul de Interne al URSS, (personal tov. Kruglov) era împuternicit să organizeze escortarea și transportarea deportaților din RSSM, controlul administrativ al acestora în teritoriile noi pentru a evita posibilitatea evadării, angajarea lor în colhozuri, sovhozuri și la întreprinderi.
Organizarea echipei care urma să se ocupe de deportare s-a făcut în perioada 23-24 iunie. Din conducere făceau parte: general-maiorul Iosif Lavrentievici Mordoveț - ministrul Securității RSSM, general-maiorul Ivan Ilici Ermolin - împuternicitul MGB al URSS, colonelul Aleksandr Alexeevici Kolotușkin- adjunctul ministrului Securității RSSM pe cadre. Tot aici era specificată echipa grupelor informativă, operativă, de evidență, de transmisiune, conducerea grupurilor operative de serviciu, echipa mașiniștilor. Per total erau 30 de persoane, absolut toate din structurile MGB al RSSM. Din Moscova în RSSM au venit 32 de medici și 64 asistente medicale, care au fost cazați, asigurându-li-se hrana și toate condițiile necesare în așa fel, încât să se țină în secret scopul venirii lor. Echipa de conducere a operațiunii „IUG” și-a început activitatea la 24 iunie 1949.
După ce au decurs toate pregătirile, la 3 iulie 1949, conducerea de la Chișinău (Selivanovskii, Mordoveț, Ermolin) a trimis tuturor organelor KGB locale telefonograma cu următorul text: Raportați până la ora 14.30 dacă sunteți pregătiți pentru realizarea operației „IUG”. Între orele 11.30-13.10, toate sectoarele din republică au primit această telefonogramă și urmau să răspundă. Intrucât răspunsul a fost pozitiv, în aceeași seară la stațiile de îmbarcare au fost aduse trupele operative și militare necesare, ele fiind dosite și ținute în secret.
Către 4 iulie, tot efectivul era mobilizat pentru începutul operațiunii. Ministrului de Interne al URSS i s-a raportat finisarea pregătirilor pentru desfășurarea operațiunii „IUG”. La 4 iulie 1949, tuturor sectoarelor locale MGB din republică le-a fost trimisă directiva strict secretă a MGB al URSS și MGB al RSSM cu privire la începutul operațiunii „IUG”. Se ordona începutul deportării și raportarea peste fiecare două ore a evoluției operațiunii, a tuturor incidentelor, problemelor și dificultăților care apar pe parcurs. Peste 24 de ore de la finisarea operațiunii, trebuia să se raporteze despre totalizarea deportării, indicându-se numărul celor deportați - al femeilor, bărbaților și copiilor -, al celor care s-au sustras de la deportare (de la locul de trai, pe parcursul transportării spre stațiile de îmbarcare sau de la stațiile de îmbarcare).
Baza legală a deportării din 1949 s-a pretins a fi decretul Prezidiului Sovietului Suprem al URSS din 8 martie 1941 Cu privire la obținerea cetățeniei sovietice de către locuitorii din Bucovina și redobândirea cetățeniei sovietice de către locuitorii din Basarabia, conform căruia românii basarabeni, fiind declarați cetățeni sovietici, colaboraseră în anii războiului cu administrația românească și trădaseră, astfel, patria sovietică. Dar românii din Bucovina n-au solicitat niciodată cetățenia sovietică, iar basarabenii n-au avut-o, ca să o redobândească.

### Operațiunea de deportare
Operațiunea IUG a început în noaptea de 5 spre 6 iulie 1949, la orele 2 de dimineață și a durat până la ora 8 seara a zilei de 7 iulie.
Așa cum s-a întâmplat cu deportarea în masă din iunie 1941, nu toți cei care au fost incluși inițial în liste au fost deportați. Documentele de arhivă arată în mod concludent că, de această
dată, vestea despre planificarea unei operațiuni de deportare a făcut înconjurul provinciei cu
săptămâni înainte, grație informației oferite de anumiți reprezentanți ai puterii care și-au
înștiințat rudele vizate în acest sens. 
Autoritățile au încercat, de aceea, să țină în mare secret măcar data desfășurării operațiunii și din această cauză unele primării au primit listele abia în ziua operațiunii.
Din totalul de 12 860 de familii incluse inițial în liste, n-au fost ridicate 1 567 familii, iar acest lucru s-a întâmplat din cauze diferite: 274 familii intraseră între timp în colhoz; 240 - au prezentat, chiar în timpul operațiunii de strămutare, dovezi documentare care atestau că unii membri ai familiei făceau armata; 35 familii aveau ordine și medalii sovietice; 508 - își schimbaseră domiciliul, iar 105 familii reușiseră să se ascundă.
Arestările s-au făcut noaptea cu forțele soldaților veniți în sate cu mașinile. Unii cetățeni care au încercat să scape cu fuga au fost împușcați. Gospodarii arestați împreună cu familiile lor, cu copiii, cu bătrâni, fără a li se permite să ia rezerve cu ei, au fost urcați cu forța în vagoane pentru vite și duși. Toate bunurile - casele, utilajul țăranilor deportați - au fost transmise colhozurilor, iar o parte din ele au fost furate, vândute de către organele financiare ale raioanelor respective. Multe din aceste edificii au fost oferite ofițerilor care erau aici în NKVD, nomenclaturii etc. Mulți dintre gospodarii deportați nu au mai revenit în patrie, au fost împușcați pe drum, au murit de foame, de boli, de durere sufletească, de muncă peste puterile lor.
În urma deportării din iunie 1949 impactul dorit de autoritățile comuniste sovietice a
depășit toate așteptările. Acest lucru este adevărat mai ales în ceea ce privește efectul asupra
ritmului de colectivizare în următoarele luni după deportare. Astfel, numai în lunile iulie -
noiembrie 1949 cota gospodăriilor țărănești care au intrat în colhozuri s-a majorat de la 32%
la 80% din total, pentru ca să se ridice la 97% în ianuarie 1951. Prin urmare, după
operațiunea de deportare, din iunie 1949, cei care alcătuiau majoritatea populației locale, țăranii, și cei care erau cei mai refractari față de puterea sovietică, sunt nevoiți să-și schimbe atitudinea. Frica de o nouă operațiune, poate de o mai mare amploare, a determinat agricultorii individuali să renunțe la gospodăriile lor și să accepte compromisul cu regimul sovietic, un regim care dăduse de înțeles că nu va cruța nici un fel de protestatar ori rebel. Mai ales că cei deportați în iunie 1949 erau incluși în categoria celor care nu aveau dreptul să mai revină niciodată pe meleagurile natale, conform unei decizii speciale a autorităților de la Moscova.

### Estimarea numărului de victime
Conform datelor oficiale, în ziua de 6 iulie 1949, au fost deportate în Siberia 11.293 de familii din Moldova sau peste 35 mii de oameni . Sursele neoficiale afirmă că aceste cifre nu reflectă întreaga proporție a dramei moldovenilor, deoarece numărul victimelor deportărilor a fost calculat reieșind din 3 membri ai familiilor. Se știe, însă, că au fost ridicate familii cu 7-8 și chiar 14 copii.
Dupa alte surse, cele 11.293 de familii reprezentau 35.796 persoane, din care 9.864 bărbați, 14.033 femei și 11.889 copii. 7620 de familii au fost considerate chiaburi, iar celelalte acuzate de colaborare cu fasciștii, de apartenență la partidele burgheze românești sau la secte religioase ilegale.

## Al treilea val de deportări (31 martie - 1 aprilie 1951)
Ultima deportare în masă a populației basarabene a avut loc în noaptea de 31 martie spre 1 aprilie 1951 și a vizat, de această dată, elementele religioase considerate un pericol potențial la adresa regimului comunist stalinist. În cadrul operațiunii, numită SEVER (rom. Nord), au fost vizați în primul rând membrii organizatiei religioase, mai cu seamă cei care se numeau Martorii lui Iehova
Operațiunea SEVER a fost pusă în aplicare în baza aceleiași Hotărâri a Consiliului de Miniștri al URSS Nr. 1290-467cc din 6 aprilie 1949 și Hotărârii Consiliului de Miniștri al URSS nr.667-339cc din 3 martie 1951, care prevedea deportarea de pe teritoriul RSS Moldovenească a membrilor sectei ilegale antisovietice a iehoviștilor și membrilor familiilor acestora, în total 5917 persoane.
Acțiunea a început la ora 04:00 și s-a încheiat la ora 20:00 în aceeași zi. Au fost arestate și deportate în Siberia (reg.Kurgan) 723 de familii, respectiv, 2.617 persoane (808 bărbați, 967 femei și 842 copii), în special acuzate de apartenență la organizatia religioasă Martorii lui Iehova. 
La această operațiune au participat 546 de lucrători operativi ai Securității, 1.127 ofițeri și soldați din Ministerul Securității, 275 ofițeri și soldați de miliție și 750 de persoane din cadrul organelor sovietice de partid din Moldova. 
Deportarea s-a făcut în două eșaloane, cu vagoanele care au ajuns la destinație la 13-14 aprilie 1951. 
Pe drum s-au născut câțiva copii și au murit câteva persoane bolnave.

## Deportările staliniste în memoria contemporanilor
Abia pe 10 aprilie 1989 a fost adoptată hotărârea Consiliului de Miniștri al RSSM, prin care deportații au fost complet reabilitați.
Ulterior, atât Executivul, cât și Legislativul Republicii Moldova au emis, în contextul luării măsurilor reparatorii față de cei deportați și familiile acestora, peste 20 de modificări și acte normative contradictorii. Din această cauză, până în prezent, o mare parte dintre persoanele reabilitate încă nu-și pot primi compensațiile pentru averea confiscată sau naționalizată în 1940-1941 și după 1944. Totodată, persoanele care au reușit să obțină o despagubire derizorie sunt, de asemenea, în așteptarea emiterii unor acte ce ar stabili un mecanism viabil și eficace de despagubire.
Pe 23 august 2013 în scuarul gării feroviare din Chișinău a fost inaugurat Monumentul în memoria victimelor deportărilor regimului comunist, cunoscut și ca "Trenul durerii", realizat de sculptorul moldovean, stabilit în Germania, Iurie Platon Arhivat în 25 octombrie 2016, la Wayback Machine.. În regiunea gării feroviare din Chișinău urmează a fi edificată și o biserică în memoria deportaților.

## Deportații și descendenții lor, locuind în prezent în Siberia și Kazahstan
La recensământul din 1989, în RSS Kazahă nu s-a înregistrat nici un român; în cel peste un deceniu, în independenta Republică Kazahstan s-au declarat 596 români și 19.458 moldoveni, din totalul de 15 milioane de locuitori.
Prima asociație românească din Kazahstan s-a înființat juridic pe 27 mai 2003, fiind intitulată Asociația româno-moldoveana din Kazahstan. Bazele acesteia au fost puse de învățătorul Mihai Groza. Tot cu ajutorul acestuia a fost înființat și ansamblul Românaș.
Pe 29 aprilie 2005 a fost creată o a doua asociație românească, Societatea Culturală DACIA, la Karaganda unde trăiește o importantă comunitate românească (peste 3.500 de persoane).
Vasile Soare, ambasadorul României în Kazahstan și Kârgâzstan, a descoperit, în vara anului 2005, în Kârgâzstan, existența unei comunități de circa o mie de persoane de origine moldovenească și 46 de români. Au ajuns acolo, venind din Siberia, unde fuseseră deportați în 1949 și 1952 (regiunile Tomsk, Kurgan, Irkutsk ș.a.), până în 1965, deși fuseseră eliberați în perioada 1956-1958. La eliberare, majorității basarabenilor li s-a interzis să se întoarcă în RSS Moldovenească și au fost forțați să semneze declarații ca nu au pretenții și revendicări de la statul sovietic, pentru ceea ce li s-a confiscat în momentul deportării. Câteva mii de basarabeni au hotărât să se stabilească în Kârgâzstan, având în vedere climatul blând și pământul roditor, condiții asemănătoare cu cele din Moldova. După destrămarea URSS, mulți români basarabeni și bucovineni s-au întors în locurile natale, însă peste o mie de persoane au rămas să trăiască în Kârgâzstan, pentru că în Republica Moldova și nordul Bucovinei (Ucraina) nu mai aveau pe nimeni și nici mijloace de a se strămuta. Așa se explică faptul că în câteva localități din Kârgâzstan, (Bishkek, Belovodskoe, Kant, Sukuluk, Gheorghievka - fosta Moldovanovka - și altele), trăiesc compact zeci de familii de etnici români.
„De n'ar fi-n această lume / Floarea noastră românească, / N'ar putea în al meu suflet / Floarea Dorului să crească. ”—Simion Plămădeală, "De n'ar fi în lume doine", 5 mai 1986, Karaganda, Kazahstan

## Gropi comune la Tiraspol
În săpăturile din ultima vreme pentru fundațiile unor blocuri s-au descoperit la Tiraspol gropi comune cu cadavrele a mii de victime, români și evrei moldoveni, împușcați din ordinul lui Stalin pe motivul ca erau burghezi, chiaburi sau, că refuzaseră „să fie pe linie”. 

## Basarabeni și bucovineni notabili deportați sau născuți în exil
- Alexei Stârcea
- Mihai Dolgan
- Anița Nandriș-Cudla
- Eufrosinia Kersnovskaia
- Dumitru Diacov
- Zinaida Greceanîi

## Mărturii
„Din toate vagoanele se auzeau plânsete și tânguieli: așa de obicei se bocesc morții. Nu e de mirare: își luau rămas bun de la patrie, de la pământul drag basarabean... În unele vagoane a început să se cânte un cântec de rămas-bun: ,,De ce m-ați dus de lângă voi, de ce m-ați dus de-acasă?”—Eufrosinia Kersnovskaia, Cât valorează viața unui om?, caietul 2, capitolul 6